# Стрептозоцин
STZ с англ., стрептозоцин
Стрептозоцин (или стрептозотоцин) — вещество, токсичное для бета-клеток поджелудочной железы млекопитающих. По структуре достаточно напоминает молекулы сахара, чтобы захватываться и транспортироваться внутрь клеток. Используется для моделирования диабета на животных, иногда — для химиотерапевтического лечения некоторых злокачественных опухолей островков Лангерганса, не подлежащих хирургическому удалению.
Впервые описан в конце 1950-х годов как перспективный антибиотик.

## Фармакологическое действие
Противоопухолевое средство алкилирующего действия из группы производных нитрозомочевины. Ингибирует митоз, преимущественно G2-фазу. Механизм противоопухолевого действия полностью не изучен, но, вероятно, обусловлен образованием метилкарбониевых ионов, которые вызывают алкилирование или связываются с различными внутриклеточными структурами, включая нуклеиновые кислоты. Образует поперечные сшивки между нитями ДНК, что и приводит к ингибированию её синтеза; на синтез РНК и белка влияет в незначительной степени. Оказывает также гипергликемический эффект, вызывая необратимое повреждение β-клеток поджелудочной железы.

## Показания
Рак поджелудочной железы (клинически выраженный или прогрессирующий метастазирующий), карциноидные опухоли.

## Режим дозирования
Индивидуальный, в зависимости от применяемой схемы лечения, степени выраженности побочного действия.

## Побочное действие
Со стороны мочевыделительной системы: протеинурия, гликозурия, гипофосфатемия, азотемия, почечный ацидоз.
Со стороны пищеварительной системы: тошнота, рвота, диарея; редко — гепатотоксическое действие.
Со стороны системы кроветворения: редко — лейкопения, тромбоцитопения.
Со стороны эндокринной системы: возможно — диабетогенный эффект; гипогликемия (обусловленная высвобождением инсулина из поврежденных клеток).
Прочие: редко — присоединение инфекции.

## Противопоказания
Ветряная оспа (включая недавно перенесенную или контакт с больным), опоясывающий герпес, нарушения функции печени и/или почек, повышенная чувствительность к стрептозоцину.

### Применение при беременности и кормлении грудью
Применение при беременности не рекомендуется. При необходимости применения в период лактации следует решить вопрос о прекращении грудного вскармливания. Пациентам детородного возраста следует применять надежные методы контрацепции.

### Применение при нарушениях функции печени
Противопоказан при нарушениях функции печени.

### Применение при нарушениях функции почек
Противопоказан при нарушениях функции почек.

## Особые указания
Терапию стрептозоцином следует проводить под контролем врача, имеющего опыт проведения противоопухолевой химиотерапии.
С особой осторожностью применять при сахарном диабете, острых инфекционных заболеваниях. С осторожностью применять у пациентов, ранее получавших цитотоксические препараты или лучевую терапию.
Следует учитывать, что стрептозоцин может повышать вероятность возникновения инфекций, замедлять процессы заживления и усиливать кровоточивость десен. В связи с этим стоматологические вмешательства следует отложить, а пациентам рекомендовать осторожность при проведении гигиенических процедур.
В период лечения следует контролировать активность печеночных трансаминаз и ЛДГ и уровень билирубина в плазме крови, лабораторные показатели функции почек (азот мочевины, КК), концентрацию электролитов, глюкозы, мочевой кислоты, общие анализы мочи, крови. У пациентов с активными опухолями поджелудочной железы мониторируют уровень инсулина натощак, так как это позволяет определить биохимическую реакцию на проводимую терапию.
При одновременном применении стрептозоцина и лучевой терапии возможно аддитивное угнетение функции костного мозга (может потребоваться снижение дозы).
Интервал между отменой стрептозоцина и применением вирусных вакцин должен составлять не менее 3 мес. Иммунизацию пероральной вакциной против полиомиелита людей, находящихся в близком контакте с пациентом (особенно членов семьи), следует отсрочить.
В экспериментальных исследованиях установлено мутагенное, канцерогенное действие стрептозоцина.

## Лекарственное взаимодействие
При одновременном применении с миелотоксическими или нефротоксическими препаратами возможно усиление токсических эффектов. При одновременном применении с АКТГ возможно усиление гипергликемического действия стрептозоцина; с никотинамидом — уменьшение гипергликемического действия стрептозоцина; с фенитоином — возможно уменьшение противоопухолевого действия стрептозоцина; с доксорубицином — возможно увеличение его периода полувыведения.